# ژن سرکوب‌گر تومور

چرخه سلولی بسیاری از سرکوبگرهای تومور برای تنظیم چرخه در نقاط بازرسی خاص کار می‌کنند تا از تکثیر سلول‌های آسیب دیده جلوگیری کنند.

ژن سرکوبگر تومور ژنی است که یاخته را از رسیدن به راه سرطان بازمی‌دارد. اگر در این ژن جهشی روی دهد که به از دست دادن یا کاهش کارایی بینجامد، سرطان از یاخته گسترش خواهد یافت. این روند به‌طور معمول با دگرگونی‌های ژنتیکی دیگری نیز همراه می‌باشد.